# Siergiej Komarow (narciarz)
Siergiej Anatoljewicz Komarow (ros. Сергей Анатольевич Комаров; ur. 9 grudnia 1983 w Moskwie) – rosyjski narciarz alpejski, dwukrotny medalista mistrzostw świata juniorów.

## Kariera
Po raz pierwszy na arenie międzynarodowej Siergiej Komarow pojawił się 25 listopada 1998 roku w zawodach FIS Race w Hemsedal, gdzie zajął 119. miejsce w supergigancie. W 2001 roku brał udział w mistrzostwach świata juniorów w Verbier, zajmując między innymi 35. miejsce w zjeździe i supergigancie. Jeszcze dwukrotnie startował w zawodach tego cyklu, najlepsze wyniki osiągając podczas mistrzostw świata juniorów w Briançonnais w 2003 roku, gdzie zdobył dwa medale. Najpierw był drugi w biegu zjazdowym, rozdzielając dwóch Szwajcarów: Daniela Albrechta i Marca Berthoda. Dzień później drugie miejsce zajął także w supergigancie, w którym lepszy był tylko Kanadyjczyk François Bourque. W zawodach Pucharu Świata zadebiutował 27 października 2002 roku w Sölden, nie kwalifikując się do drugiego przejazdu w gigancie. Jeszcze kilkukrotnie startował w zawodach tego cyklu, jednak nigdy nie zdobył punktów.
W 2002 roku wystartował na igrzyskach olimpijskich w Salt Lake City, gdzie jego najlepszym wynikiem było 22. miejsce w kombinacji. Podczas mistrzostw świata w Sankt Moritz w 2003 roku zajął 27. miejsce w tej samej konkurencji, a w zjeździe i gigancie zajmował 36. miejsce. Brał także udział w rozgrywanych w 2005 roku mistrzostwach świata w Bormio, zajmując 39. miejsce w supergigancie, a rywalizacji w kombinacji nie ukończył. Kilkukrotnie zdobywał medale mistrzostw Rosji, w tym złote w gigancie w 2002 roku oraz zjeździe i gigancie w 2004 roku. W 2006 roku zakończył karierę.

## Osiągnięcia

### Igrzyska olimpijskie
| Miejsce | Dzień     | Rok  | Miejscowość    | Konkurencja | Czas biegu  | Strata   | Zwycięzca           |
| ------- | --------- | ---- | -------------- | ----------- | ----------- | -------- | ------------------- |
| 44.     | 10 lutego | 2002 | Salt Lake City | Zjazd       | 1:39,13 min | +6,12 s  | Fritz Strobl        |
| 22.     | 13 lutego | 2002 | Salt Lake City | Kombinacja  | 3:17,56 min | +4,47 s  | Kjetil André Aamodt |
| DNF     | 16 lutego | 2002 | Salt Lake City | Supergigant | 1:21,58 min | –        | Kjetil André Aamodt |
| 40.     | 21 lutego | 2002 | Salt Lake City | Gigant      | 2:23,28 min | +10,28 s | Stephan Eberharter  |

### Mistrzostwa świata
| Miejsce | Dzień       | Rok  | Miejscowość  | Konkurencja | Czas biegu  | Strata   | Zwycięzca          |
| ------- | ----------- | ---- | ------------ | ----------- | ----------- | -------- | ------------------ |
| DNF1    | 2 lutego    | 2003 | Sankt Moritz | Supergigant | 1:38,80 min | -        | Stephan Eberharter |
| 27.     | 6 lutego    | 2003 | Sankt Moritz | Kombinacja  | 3:18,41 min | +11,59 s | Bode Miller        |
| 36.     | 8 lutego    | 2003 | Sankt Moritz | Zjazd       | 1:43,54 min | +4,37 s  | Michael Walchhofer |
| 36.     | 12 lutego   | 2003 | Sankt Moritz | Gigant      | 2:45,93 min | +8,59 s  | Bode Miller        |
| DNF1    | 16 lutego   | 2003 | Sankt Moritz | Slalom      | 1:40,66 min | -        | Ivica Kostelić     |
| 39.     | 29 stycznia | 2005 | Bormio       | Supergigant | 1:27,55 min | +4,30 s  | Bode Miller        |
| DNF     | 3 lutego    | 2005 | Bormio       | Kombinacja  | 3:19,10 min | -        | Benjamin Raich     |

### Mistrzostwa świata juniorów
| Miejsce | Dzień     | Rok  | Miejscowość  | Konkurencja | Czas biegu  | Strata   | Zwycięzca                      |
| ------- | --------- | ---- | ------------ | ----------- | ----------- | -------- | ------------------------------ |
| 35.     | 5 lutego  | 2001 | Verbier      | Zjazd       | 1:30,23 min | +3,67 s  | Thomas Graggaber               |
| 35.     | 6 lutego  | 2001 | Verbier      | Supergigant | 1:28,17 min | +4,86 s  | Christoph Kornberger           |
| DNF1    | 8 lutego  | 2001 | Verbier      | Gigant      | 2:08,79 min | -        | Hannes Reiter                  |
| 41.     | 9 lutego  | 2001 | Verbier      | Slalom      | 1:25,72 min | +10,98 s | Stefan Kogler                  |
| 18.     | 27 lutego | 2002 | Tarvisio     | Zjazd       | 1:26,85 min | +1,51 s  | Adam Cole                      |
| 18.     | 28 lutego | 2002 | Tarvisio     | Supergigant | 1:25,02 min | +1,91 s  | Peter Fill                     |
| 34.     | 2 marca   | 2002 | Tarvisio     | Slalom      | 1:30,46 min | +6,73 s  | Steven Nyman                   |
| 2.      | 4 marca   | 2003 | Briançonnais | Zjazd       | 1:09,49 min | +0,30 s  | Daniel Albrecht                |
| 2.      | 5 marca   | 2003 | Briançonnais | Supergigant | 1:17,10 min | +0,19 s  | François Bourque               |
| 15.     | 7 marca   | 2003 | Briançonnais | Gigant      | 2:02,72 min | +1,68 s  | Daniel Albrecht Mario Scheiber |
| 31.     | 8 marca   | 2003 | Briançonnais | Slalom      | 1:33,74 min | +10,40 s | Marc Berthod                   |
| 7.      | 8 marca   | 2003 | Briançonnais | Kombinacja  | 2,01 pkt    | -        | Daniel Albrecht                |

### Puchar Świata

#### Miejsca w klasyfikacji generalnej
- sezon 2002/2003: -
- sezon 2003/2004: -

#### Miejsca na podium w zawodach
Komarow nie stawał na podium zawodów PŚ.